# Obveznica
Obveznica je dolžniški vrednostni papir, pri katerem se izdajatelj obveznice obveže, da bo ob določenem času poplačal glavnico (razen pri posebnih oblikah brez zapadlosti) in dogovorjene obresti. Izdajatelj obveznice je lahko država, občina, investicijski sklad ali podjetje. Navadno so obveznice države najvarnejše.
Obveznica je lahko kuponska ali pa brezkuponska. V primeru kuponske obveznice navadno izdajatelj do dospetja obveznice izplača letno kupon (dogovorjena obrestna mera), medtem ko glavnico ob dospetju.